# Protase Rugambwa

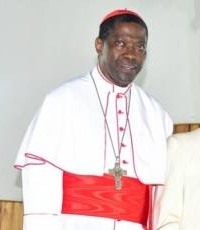
Protase Kardinal Rugambwa (2023)

Kardinalswappen von Protase Rugambwa

Protase Kardinal Rugambwa (* 31. Mai 1960 in Bunena, Tanganjika) ist ein tansanischer römisch-katholischer Geistlicher und Erzbischof von Tabora.

## Leben
Protase Rugambwa besuchte die Knabenseminare in Katoke und Itaga. Am Kibosho Senior Seminary studierte Rugambwa Philosophie und am St. Charles Lwanga Segerea Senior Seminary Katholische Theologie. Er empfing am 2. September 1990 in Daressalam durch Papst Johannes Paul II. das Sakrament der Priesterweihe für das Bistum Rulenge.
Von 1990 bis 1991 war Protase Rugambwa Pfarrvikar in Mabira. Rugambwa unterrichtete von 1991 bis 1994 am Seminar in Katoke. Zudem war er Beauftragter des Bistums Rulenge für Liturgie und Kaplan des Krankenhauses in Biharamulo. 1994 wurde Protase Rugambwa für weiterführende Studien nach Rom entsandt. 1998 wurde er an der Päpstlichen Lateranuniversität im Fach Pastoraltheologie promoviert. Von 1998 bis 1999 war Rugambwa Verantwortlicher für die Berufungspastoral im Bistum Rulenge und Leiter der Abteilung für Pastoral. Er war von 2000 bis 2002 Generalvikar des Bistums Rulenge. 2002 wurde Protase Rugambwa Mitarbeiter der Kongregation für die Evangelisierung der Völker in Rom.
Am 18. Januar 2008 ernannte ihn Papst Benedikt XVI. zum Bischof von Kigoma.  Der Erzbischof von Daressalam, Polycarp Kardinal Pengo, spendete ihm am 13. April desselben Jahres die Bischofsweihe; Mitkonsekratoren waren der Sekretär der Kongregation für die Evangelisierung der Völker, Kurienerzbischof Robert Sarah, und der Erzbischof von Tabora, Paul Ruzoka.
Am 26. Juni 2012 ernannte ihn Benedikt XVI. zum beigeordneten Sekretär der Kongregation für die Evangelisierung der Völker und zum Präsidenten der Päpstlichen Missionswerke. Zudem verlieh er ihm den Titel eines Erzbischofs ad personam. Am 21. September 2013 wurde er von Papst Franziskus dauerhaft im Amt des beigeordneten Sekretärs der Kongregation für die Evangelisierung der Völker bestätigt. Am 9. November 2017 ernannte ihn Papst Franziskus zum Sekretär dieser Kongregation.
Am 13. April 2023 ernannte ihn Papst Franziskus zum Koadjutorerzbischof von Tabora. Im Konsistorium vom 30. September 2023 nahm ihn Papst Franziskus als Kardinalpriester mit der Titelkirche Santa Maria in Montesanto in das Kardinalskollegium auf.  Die Besitzergreifung seiner Titelkirche fand am 18. Februar des folgenden Jahres statt.
Am 4. Oktober 2023 berief ihn Papst Franziskus zum Mitglied des Dikasteriums für den Gottesdienst und die Sakramentenordnung und der Sektion für die Erstevangelisierung und die neuen Teilkirchen des Dikasteriums für die Evangelisierung. Rugambwa folgte am 10. November 2023 Paul Ruzoka, dessen altersbedingtes Rücktrittsgesuch am selben Tag angenommen worden war, als Erzbischof von Tabora nach.